# Agave lagunae
Agave lagunae ist eine Pflanzenart aus der Gattung der Agaven (Agave).

## Beschreibung

### Vegetative Merkmale
Agave lagunae wächst mit offen ausgebreiteten, mittelgroßen, einzelnen Rosetten. Ihre wenigen glauk-grünen, linealischen bis lanzettlichen, spitz zulaufenden Laubblätter sind flach bis konkav. Die Blattoberfläche ist fein angeraut. Die Blattspreite ist 40 bis 70 Zentimeter lang und 8 bis 12 Zentimeter breit. Der Blattrand ist fast gerade. An ihm befinden sich 4 bis 6 Millimeter lange Randzähne, die 10 bis 30 Millimeter voneinander entfernt stehen. Die dunkelbraunen, schlanken Randzähne sind in der Regel gebogen und ihre Basis ist leicht erhaben. Der dunkelbraune, pfriemliche Enddorn weist eine offen rinnige bis schmale Furche auf. Er ist 30 bis 40 Millimeter lang.

### Blütenstände und Blüten
Der ziemlich offene, „rispige“ Blütenstand erreicht eine Länge von 3 bis 4 Meter. Die ziemlich kleinen Teilblütenstände sind 15 bis 20 Zentimeter lang und befinden sich in der oberen Hälfte des Blütenstandes. Die schlanken Blüten sind 60 bis 70 Millimeter lang. Ihre Perigonblätter sind gelb. Die Zipfel sind 18 bis 21 Millimeter lang. Die trichterförmige Blütenröhre weist eine Länge von 7 bis 10 Millimeter auf. Der schlanke, zylindrische Fruchtknoten ist 39 bis 45 Millimeter lang.

## Systematik und Verbreitung
Agave lagunae ist in Guatemala in mesophytischen Bergwäldern in Höhen von 1000 Metern verbreitet. Die Art ist nur vom Typusfundort bekannt.
Die Erstbeschreibung durch William Trelease wurde 1915 veröffentlicht.

## Nachweise